# 원효봉
원효봉은 충청남도 예산군 덕산면에 위치해 있는 한국의 화강암 산으로서, 가야산을 중심으로 한 덕산 도립공원에 속한다.

## 방송 송신 시설
KBS 및 MBC, TJB대전방송은 서산 원효봉에 중계소를 설치하여 방송을 제공하고 있다. KBS는 1983년 8월 1일 서산에 사업소를 개설하였으나, 1995년 TJB대전방송의 개국에 따라 5월 1일 폐소하였다. 2003년 TJB서산방송센터를 설립하였으며 2004년 TJB대전방송 서산방송본부로 승격하여 지금에 이르고 있다.
| 디지털TV  |                   |           |                      |      |                             |
| 가상채널  | 방송국명          | 호출부호  | 물리채널             | 출력 | 가시청권                    |
| CH 6-1    | TJB DTV           | HLDF-DTV  | CH 20                | 1㎾  | 충남 서북부, 경기 서남부    |
| CH 7-1    | KBS대전 DTV2      | HLQT-DTV  | CH 21                | 1㎾  | 충남 서북부, 경기 서남부    |
| CH 9-1    | KBS대전 DTV1      | HLKI-DTV  | CH 23                | 1㎾  | 충남 서북부, 경기 서남부    |
| CH 10-1   | EBS 1TV           | HLQL-DTV  | CH 35                | 1㎾  | 충남 서북부, 경기 서남부    |
| CH 10-2   | EBS 2TV           | HLQL-DTV  | CH 35                | 1㎾  | 충남 서북부, 경기 서남부    |
| CH 11-1   | 대전MBC DTV       | HLCQ-DTV  | CH 33                | 1㎾  | 충남 서북부, 경기 서남부    |
| FM라디오  |                   |           |                      |      |                             |
| 채널      | 방송국명          | 호출부호  |                      | 출력 | 가시청권                    |
| 88.1㎒    | KBS대전 제1라디오 | HLKI-SFM  |                      | 250W | 충남 서북부, 경기 남부 일부 |
| 91.3㎒    | 대전MBC 라디오    | HLCQ-SFM  |                      | 500W | 충남 서북부, 경기 남부 일부 |
| 96.5㎒    | TJB POWER FM      | HLDF-FM   |                      | 500W | 충남 서북부, 경기 남부 일부 |
| 102.3㎒   | EBS FM            | HLQL-FM   |                      | 500W | 충남 서북부, 경기 남부 일부 |
| 103.9㎒   | TBN충남교통방송   | HLEP-FM   |                      | 1㎾  | 충남 서북부, 경기 남부 일부 |
| 지상파DMB |                   |           |                      |      |                             |
| 앙상블명  | 방송국명          | 호출부호  | 채널(주파수)         | 출력 | 가시청권                    |
| MY MBC    | my MBC11          | HLCQ-TDMB | CH 11-A (199.280MHz) | 1㎾  | 충남 서북부, 경기 남부 일부 |
| U-KBS     | KBS STAR          | HLKI-TDMB | CH 11-B (201.008MHz) | 1㎾  | 충남 서북부, 경기 남부 일부 |
| U-KBS     | HD KBS STAR       | HLKI-TDMB | CH 11-B (201.008MHz) | 1㎾  | 충남 서북부, 경기 남부 일부 |
| U-KBS     | KBS HEART         | HLKI-TDMB | CH 11-B (201.008MHz) | 1㎾  | 충남 서북부, 경기 남부 일부 |
| U-KBS     | KBS MUSIC         | HLKI-TDMB | CH 11-B (201.008MHz) | 1㎾  | 충남 서북부, 경기 남부 일부 |
| TJB u     | TJB-SBSu          | HLDF-TDMB | CH 11-C (202.736MHz) | 1㎾  | 충남 서북부, 경기 남부 일부 |
| TJB u     | CJB-mYTN          | HLDF-TDMB | CH 11-C (202.736MHz) | 1㎾  | 충남 서북부, 경기 남부 일부 |